# Карапитьян, Григорий Осипович
Григорий Осипович Карапитьян (10.03.1917 — 10.01.1988), полный кавалер ордена Славы, участник Великой Отечественной войны, командир минометного расчета 140-го гвардейского стрелкового полка, гвардии старший сержант — на момент представления к награждению орденом Славы 1-й степени.

## Биография
Родился 10 марта 1917 года в городе Екатеринодаре. Армянин. Окончил 4 класса. С 1935 года жил в городе Смоленске. Работал столяром на деревообрабатывающем комбинате.
В 1938 году был призван в Красную Армию.

### Великая Отечественная война
С началом Великой Отечественной войны на фронте. Боевой путь начал связистом в составе 52-го отдельного батальона ВНОС войск ПВО на Западном фронте. В июле 1941 года в дни Смоленского сражения переплыл Днепр и установил связь с частями, отбившими ненадолго город. В октябре 1941 года попал в окружении восточнее Смоленска, считался без вести пропавшим.
В дальнейшем был зачислен в национальную 409-ю Армянскую стрелковую дивизию, в её 675-й стрелковый полк. В 1942 году участвовал в боях на Закавказском фронте под Моздоком, в январе-феврале 1943 года — на Северо-Кавказском фронте, освобождал Краснодар. К февралю 1943 года гвардии старший сержант Карапитьян — командир отделения.
4-12 февраля 1943 года в одном из боев в районе станиц Старонижестеблиевская и Платнировская во главе бойцов ворвался в траншею противника, подавил пулемет, истребил около 10 противников, 2 взял в плен.
В дальнейшем 409-я стрелковая дивизия в составе 46-й армии была переброшена на Юго-Западный фронт. Здесь в период 27 августа — 12 сентября 1943 года Карапитьян участвовал в боях под Харьковом. В бою близ села Тарановка из ПТР поджег вражескую автомашину с боеприпасами.
После боёв под Харьковом дошёл до Днепра, участвовал в боях на плацдарме и на Криворожском направлении.
С январе 1944 года воевал в составе 140-го гвардейского стрелкового полка 47-й гвардейской Нижнеднепровской стрелковой дивизии 8-й гвардейской армии. Участвовал в Никопольской, Березнеговато-Снегирёвской и Одесской операциях.
В мае 1944 года 8-я гвардейская армия была передана на 1-й Белорусский фронт. Здесь Карапитьян участвовал в Брестско-Люблинской операции, в боях под Ковелем, на Магнушевском плацдарме.
Приказом по 47-й гв. стр. дивизии №: 112/н от: 31.10.1944 года командир минометного расчета 3-й минометной роты 3-го стрелкового батальона 140-го  гвардейского стрелкового полка гвардии старший сержант Карапитьян Григорий Осипович награждён орденом Славы 3-й степени.
В начале 1945 года гвардии старший сержант Карапитьян участвовал в Висло-Одерской операции и в боях на Кюстринском плацдарме на Одере.
1-14 января 1945 года в боях на реке Пилица в 14 км юго-восточнее города Варка Карапитьян с бойцами расчета минометным огнём подавил 4 пулеметные точки, истребил свыше 15 солдат.
Приказом ВС 8-й гвардейской армии №: 465/н от: 31.01.1945 командир минометного расчета 3-й минометной роты 3-го стрелкового батальона 140-го  гвардейского стрелкового полка гвардии старший сержант Карапитьян Григорий Осипович награждён орденом Славы 2-й степени
В тот же день, 31 января, минометчик Карапитьян в бою за города Шверин, командуя расчетом, огнём из миномета вывел из строя 2 вражеских пулемета с прислугой. Заменил раненого командира минометного взвода, грамотно организовал огневую поддержку наступающей пехоты, отразил три вражеские контратаки.
Указом Президиума Верховного Совета СССР от 24 марта 1945 года за образцовое выполнение заданий командования в боях с немецко-вражескими захватчиками гвардии старший сержант Карапитьян Григорий Осипович награждён орденом Славы 1-й степени, став полным кавалером ордена Славы.
За мужество и отвагу, проявленные в боях по разгрому немецкой группировки в Восточной Померании, в частности за бои за н/п Горгаст, приказом по 47-й гв. стрелковой дивизии №: 205/н от: 10.04.1945 года командир минометного расчета 2-го стрелкового батальона 140-го гвардейского стрелкового полка  47-й гвардейской стрелковой дивизии гвардии старший сержант Карапитьян был награждён орденом Красной Звезды.
В 1945 году гвардии старшина Карапитьян был демобилизован.

### После войны
Вернулся на родину, в город Краснодар. Много лет работал штамповщиком на зеркально-фурнитурном комбинате. Скончался 10 января 1988 года. Похоронен в Краснодаре на Славянском кладбище.

## Награды
Награждён орденами Отечественной войны 1-й степени (1985), Красной Звезды, Славы 3-й, 2-й и 1-й ст., медалями.